# Zębowo (gromada)
Zębowo – dawna gromada, czyli najmniejsza jednostka podziału terytorialnego Polskiej Rzeczypospolitej Ludowej w latach 1954–1972.
Gromady, z gromadzkimi radami narodowymi (GRN) jako organami władzy najniższego stopnia na wsi, funkcjonowały od reformy reorganizującej administrację wiejską przeprowadzonej jesienią 1954 do momentu ich zniesienia z dniem 1 stycznia 1973, tym samym wypierając organizację gminną w latach 1954–1972.
Gromadę Zębowo z siedzibą GRN w Zębowie utworzono – jako jedną z 8759 gromad na obszarze Polski – w powiecie nowotomyskim w woj. poznańskim, na mocy uchwały nr 30/54 WRN w Poznaniu z dnia 5 października 1954. W skład jednostki weszły obszary dotychczasowych gromad Linie i Zębowo oraz miejscowość Komorowo z dotychczasowej gromady Komorowo ze zniesionej gminy Lwówek w tymże powiecie. Dla gromady ustalono 15 członków gromadzkiej rady narodowej.
1 stycznia 1960 do gromady Zębowo włączono miejscowości Grudzianka i Komorowice ze zniesionej gromady Grudna w tymże powiecie.
31 grudnia 1971 gromadę zniesiono, a jej obszar włączono do gromady Lwówek w tymże powiecie.